# 二松學舍大学附属柏中学校・高等学校
二松學舍大学附属柏中学校・高等学校（にしょうがくしゃだいがくふぞくかしわちゅうがっこう・こうとうがっこう）は、千葉県柏市大井にある男女共学の私立中学校・高等学校。略称は「二松柏」（にしょうかしわ）、「二松」（にしょう）。

## 概要
学校法人二松學舎が二松學舎創立九十周年記念事業の一として沼南町に大学分校舎および運動場を建設したところ、沼南町当局をはじめ隣接の市町村有志より高等学校開校の要請があったので、その期待に応えるとともに、二松學舎建学の精神をさらに発展させるために千葉県当局の認可を受け、1969年4月1日に開校した。その経緯については、吉田茂元舎長の筆による文字を刻した、校内の「双松凌秋（そうしょうりょうしゅう）」碑に詳しく記載されている。
校舎は、眼下に手賀沼を見下ろし、筑波山を望む高台にあり、豊かな緑に囲まれている。柏駅からスクールバスで15分の距離にありながら、静かな環境と広い校地を活かした複数の運動場を併せ持っている。

## 歴史
- 1969年4月1日 - 二松學舍大学附属沼南高等学校が新入生84人で開校[8]。
- 2011年4月 - 二松學舍大学附属柏高等学校に改称。同時に二松學舍大学附属柏中学校を設置し、中高一貫教育を開始する。

## 特色
- 特設科目として論語の授業を行っている。東洋道徳の基盤である論語を取り入れることによって、いわゆる「こころの教育」を実践していることは、他校にはない教育的特色である[9]。
- 二松学舎大学への優先入学制度を設けており、希望する生徒は在学中の成績等によって、優先的に入学できる[10]。
- 教育目標を以下のとおり掲げている[1]。
  - 1､自律をはかり、主体性を身につける。
  - 2､思いやりのある人間性を身につける。
  - 3､社会への関心を高め、豊かな国際性を身につける。

## 著名な卒業生
- 飯塚智広 - 野球
- 安田真範 - 野球
- 酒井道代 - スポーツDJ
- 村田沙耶香 - 作家

## 部活動
- 野球部
- ハンドボール部
- 陸上競技部
- バレーボール部
- サッカー部
- 吹奏楽部
- バスケットボール部

## 校歌
- 作詞は二松學舍専門学校（現・二松學舍大学）卒業生の水木かおる。

## 交通アクセス
- 柏駅、我孫子駅、新柏駅、新鎌ヶ谷ルート、北総ルートの5つのスクールバスを運行。

- 新鎌ヶ谷ルートは、新鎌ヶ谷駅、白井駅、西白井駅の3つに停車する。
- 北総ルートは、印旛日本医大駅、印西牧の原駅、千葉ニュータウン中央駅、小室駅に停車する。

- 柏駅東口より、東武バス（柏22・柏25・柏27・柏31）にて大井バス停下車。